# Phillipe Cunningham
Phillipe M. Cunningham é ex-membro do conselho municipal da 4a ala de Minneapolis e o primeiro homem transgênero de cor a ser eleito para um cargo público nos Estados Unidos. Cunningham ganhou o cargo na eleição de 2017 e perdeu na eleição de 2021.

## Infância e educação
Cunningham nasceu em Streator, Illinois, onde viveu até os 18 anos. Seu pai trabalhou como mecânico de tratores por mais de quarenta anos, enquanto sua mãe era funcionária de uma lavanderia; ele é filho único. Cunningham se formou na Universidade DePaul com bacharel em estudos chineses. Ele fez a transição durante seu primeiro ano na DePaul, inspirado em Lou Sullivan.

## Carreira
No início de sua carreira, Cunningham trabalhou como professor de educação especial nas escolas públicas de Chicago. Antes de sua eleição para um cargo público, atuou no Comitê Executivo de Prevenção da Violência Juvenil na cidade de Minneapolis e como assessor da ex-prefeita de Minneapolis, Betsy Hodges.
Em 7 de novembro de 2017, Cunningham foi eleito membro do conselho municipal da 4a ala de Minneapolis, tornando-se o primeiro homem transgênero de cor a ser eleito para um cargo público nos Estados Unidos. Ele venceu Barb Johnson por 175 votos, mas foi derrotado em 2 de novembro de 2021, por LaTrisha Vetaw - 61% a 30% dos votos. As pessoas de cor e indígenas compreendem 57% da população da região.
Depois que Cunningham perdeu a eleição, o Conselho de Práticas Éticas de Minneapolis descobriu que ele violou o código de ética da cidade ao deletar uma postagem no Facebook. Cunningham alegou que excluiu a postagem depois que insultos raciais foram postados na seção de comentários. Como ele não era mais membro do conselho, a cidade não podia discipliná-lo.

## Ideologia política
Cunningham é um democrata progressista.

### Segurança pública
Após o assassinato de George Floyd, Cunningham se juntou a um grupo de nove vereadores que prometeram acabar com o Departamento de Polícia de Minneapolis e criar um novo modelo de segurança. Por meio do Plano Orçamentário de Segurança para Todos, ele garantiu financiamento permanente para estratégias de prevenção da violência. O plano orçamentário também institucionalizou um novo modelo para encontrar criminosos armados, bem como lançou as Equipes de Intervenção de Crise Comportamental, assistentes sociais desarmados para responder a chamadas de crise de saúde mental.
Em 2021, Cunningham e colegas alocaram mais de US$ 2 milhões concedidos pelo Plano de Resgate Americano para combater o tráfico de seres humanos e a exploração sexual, acrescentando programas pós-escolares para jovens e programas de intervenção em grupos de jovens violentos.
Cunningham foi palestrante na Câmara Municipal sobre justiça racial e policiamento em 3 de junho de 2020, onde falou sobre a relação da saúde pública à segurança pública e deu uma atualização sobre Minneapolis logo após o assassinato de George Floyd por oficiais do Departamento de Polícia.

### Infraestrutura
Cunningham liderou o processo de planejamento para o projeto de redesenvolvimento do Terminal Upper Harbour de US$ 350 milhões, que foi aprovado. Ele também colaborou com o prefeito Jacob Frey e legisladores estaduais para trazer US$ 27,5 milhões em investimentos estaduais para o desenvolvimento de um centro comunitário de artes cênicas e anfiteatro no local do Terminal de Upper Harbour.
Cunningham liderou a criação, aprovação e implementação do decreto de Assistência à Relocação de Inquilinos, que exige que os proprietários forneçam 3 meses de aluguel para seus inquilinos, se eles perderem suas moradias devido à negligência do proprietário.
Em novembro de 2018, ele chamou a atenção em uma postagem no Twitter ao se opor ao plano "Minneapolis 2040".

## Vida pessoal
Cunningham é negro, queer e transgênero. Em 10 de julho de 2015, logo após a legalização do casamento entre pessoas do mesmo sexo em todo o país, ele se casou com Lane Cunningham, que é arquiteta de software e proprietária de uma pequena empresa. Eles se conheceram em uma conferência nacional anual para ativistas LGBTQ+ realizada pela Força-Tarefa Nacional LGBTQ. Eles são apaixonados em resgatar animais de estimação difíceis de reabilitar. Cunningham é vegano desde 2016.